# Charles Pritchard
Charles Pritchard, född 29 februari 1808 i Alberbury, död 29 maj 1893 i Oxford, var en engelsk astronom.
Han var under många år lärare och rektor för en skola och ägnade sig senare helt åt astronomin och blev 1870 professor i astronomi vid universitetet i Oxford, där han ledde uppförandet av det nya universitetsobservatoriet. Pritchard var en av de första astronomer, som i större utsträckning använde fotografering för astronomiska ändamål. Han tilldelades Royal Astronomical Societys guldmedalj 1886 och Royal Medal 1892.
Han undersökte på fotografisk väg månens fysiska libration och gjorde bestämningar av månens diameter. Senare använde han fotografien i stor utsträckning vid undersökning av fixstjärnornas parallax och vid uppmätning av stjärngrupper. Han deltog även i förarbetena för den stora internationella fotografiska himmelskartan. Med tillhjälp av kilfotometer gjorde han bestämningar av fixstjärnornas ljusstyrkor.
Resultaten av dessa senare arbeten är nedlagda i hans verk Uranometria nova Oxoniensis, a photometric determination of the magnitudes of all stars visible to the naked eye from the pole to 10° SD. (1885). Han utgav för övrigt en mängd avhandlingar, huvudsakligen inom den praktiska astronomin och astrofysiken.